# 世界羅姆語日
世界羅姆語日（英語：World Day of Romani Language）於2009年起在每年的11月5日舉行，旨在宣傳羅姆語、文化和教育。克羅埃西亞國會於2012年正式承認羅姆語，聯合國教科文組織於2015年宣布11月5日為世界羅姆語日。截至2018年，16個歐洲委員會成員國根據《歐洲區域或少數民族語言憲章》承認羅姆語為少數民族語言。

## 起源
2008年11月5日，在克羅埃西亞薩格勒布舉行的羅姆學者和政治家維利科·卡伊塔齊（Veljko Kajtazi）編寫的第一部羅姆語-克羅埃西亞語和克羅埃西亞語-羅姆語字典發布會上，來自世界各地的羅姆社區代表和克羅埃西亞公共生活成員簽署了宣布11月5日為克羅埃西亞共和國羅姆語日的憲章。憲章的簽署是由卡伊塔齊和克羅埃西亞羅姆人教育協會「卡利薩拉」（現稱克羅埃西亞羅姆人聯盟「卡利薩拉」）發起和組織的，約有150人簽署該憲章。

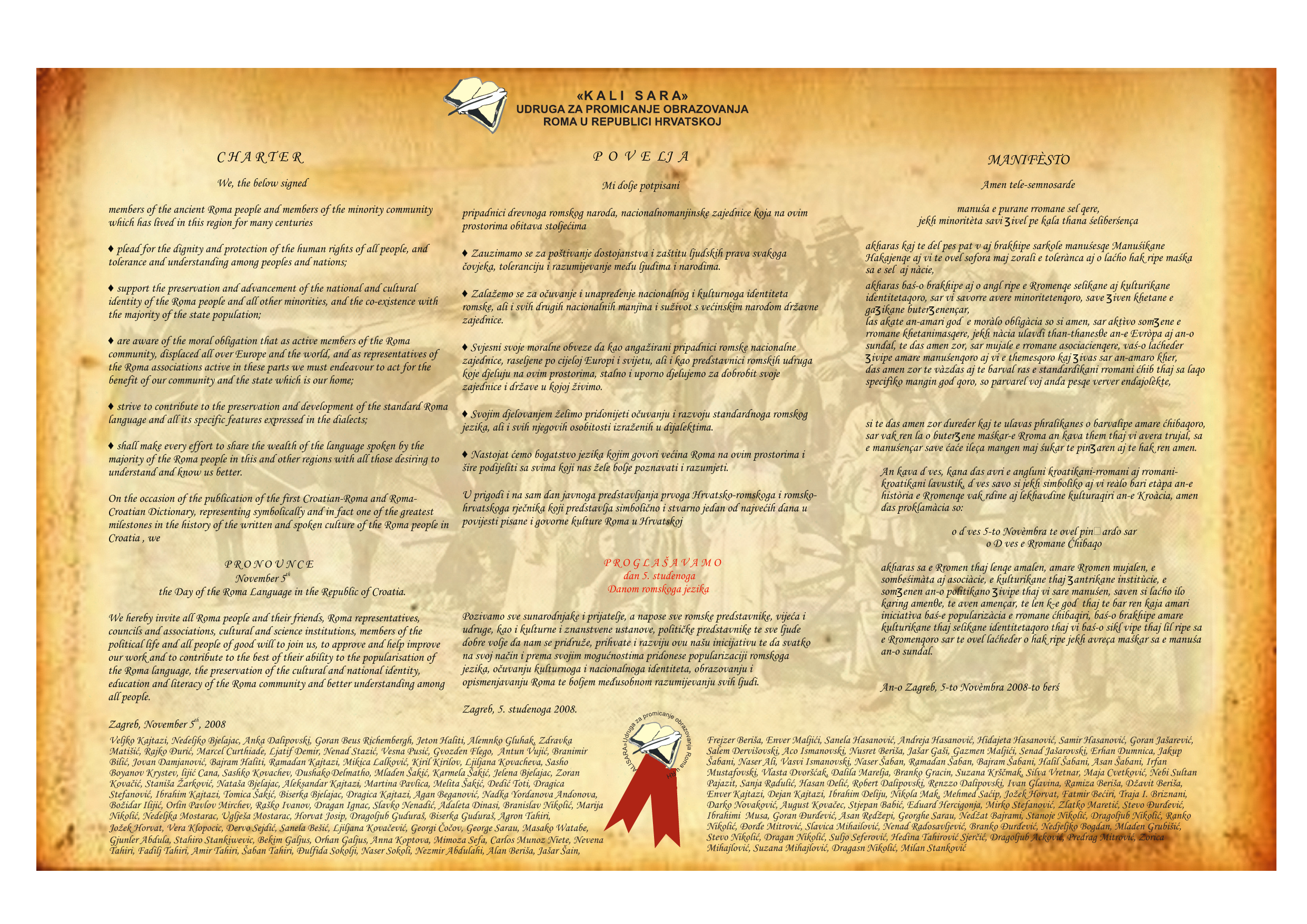
宣布11月5日為克羅埃西亞共和國羅姆語日的憲章（2008年11月5日，克羅埃西亞薩格勒布）

2009年11月3日至5日在克羅埃西亞薩格勒布舉行的世界羅姆語標準化和編纂研討會期間，國際羅姆人聯盟和克羅埃西亞羅姆人教育協會「卡利薩拉」發表聲明，要求所有有羅姆人居住的國家承認11月5日為世界羅姆語日。這也是第一次正式慶祝這個節日。

## 國際認可
克羅埃西亞國會在2012年5月25日舉行的會議上一致（122票贊成）接受其成員的請求，支持紀念11月5日世界羅姆語日的國際倡議，成為世界上第一個這樣做的議會，並邀請其他國家議會、國際機構和組織以及世界上所有有良好意願的人加入該倡議。
應克羅埃西亞的請求，聯合國教科文組織於2015年宣布11月5日為世界羅姆語日。

## 外部連結
- Roma Archive （页面存档备份，存于）
- UNESCO （页面存档备份，存于）